# Черупчести мекотели
Черупчести мекотели (Conchifera) е таксономичен подтип или еволюционен клон на мекотелите. Това е един от двата клона на мекотелите (другият е Aculifera) и практически включва основната част от видовото разнообразие на типа. Всички видове притежават раковина, която може да бъде единична или двойна, симетрична или не. Раковината при много от видовете е редуцирана частично или напълно.

## Класове
- Monoplacophora
- Gastropoda
- Scaphopoda
- Bivalvia
- Cephalopoda
- †Rostroconchia
- †Helcionelloida